# Massimo Consolati
Massimo Consolati (ur. 19 kwietnia 1937 w Salerno, zm. 28 czerwca 2022 w Ankonie) – włoski bokser, były mistrz Włoch w kategorii junior półśredniej.

## Kariera zawodowa
Jako zawodowiec zadebiutował 22 lipca 1961, zwyciężając na punkty po 6. rundach Francuza Natalego Gerardiniego. W 1961 stoczył jeszcze dwie walki, obie wygrywając. W latach 1962–1965 stoczył kilkadziesiąt pojedynków, walcząc tylko na terenie Włoch. Pokonał w tym czasie m.in. Pierre'a Brandiego czy Rene Bruneta. 25 lipca 1964 przegrał pojedynek z niepokonanym rodakiem Sandro Lopopolo, w walce której stawką było mistrzostwo Włoch w kategorii junior półśredniej.
10 sierpnia 1966 zmierzył się z Bruno Arcarim, późniejszym mistrzem świata wagi junior półśredniej. Bardziej doświadczony Włoch niespodziewanie pokonał Arcariego, zwyciężając przez techniczny nokaut w 10. rundzie. Stawką walki było mistrzostwo Włoch w kategorii junior półśredniej. Consolati raz obronił tytuł, zwyciężając 18 września z Giulio Grazianim. Pod koniec roku utracił tytuł, przegrywając rewanżowe starcie z Arcarim.
W latach 1967–1973 stoczył kolejnych kilkadziesiąt walk, które w większości zakończyły się jego porażką. W tym okresie walczył z wieloma czołowymi bokserami Europy i świata. Ostatnią walkę stoczył 4 września 1973, przegrywając z Austriakiem Johannem Orsolicsem. Po zakończeniu kariery zamieszkał w Ankonie.